# Маяк (Липецкая область)
Мая́к — посёлок в Елецком районе Липецкой области. Административный центр Волчанского сельсовета.

## Население
| 2010 |
| ---- |
| 712  |

## Улицы
| - ул. Елецкая, - пер. Клубный, - ул. Луговая, - ул. Окружная, | - ул. Рабочая, - ул. Садовая, - ул. Советская, - ул. Совхозная, | - ул. Строителей, - ул. Тихая, - ул. Школьная. |